# بایه د لا سرنا
بایه د لا سرنا (به اسپانیایی: Valle de la Serena) یک شهرستان در اسپانیا است که در استان باداخس واقع شده‌است.